# 光泉牧場
光泉牧場股份有限公司（英語：Kuang Chuan Dairy Co., Ltd.，簡稱：光泉），是一家台灣的飲品製造廠，最主要的牛奶製品品牌為「光泉牛乳」，也是光泉關係企業的母公司。

## 簡介
- 1919年，汪水泉於台北霞海城隍廟口以「泉」字號賣紅豆湯起家。
- 1956年，汪水泉三子汪金來與汪來金、汪圳泉自費飼養三頭乳牛，正式進入台灣牛乳市場。
- 1964年，汪水泉家族在臺北縣板橋鎮（今新北市板橋區）成立獨資商號「光泉食品廠」，從日本引進台灣第一部板式UHT殺菌機，並裝設玻璃瓶自動充填機。
- 1974年，光泉食品廠公司化，改組為「光泉牧場股份有限公司」。
- 1977年，光泉率先將聚乙烯（PE）瓶充填牛乳技術引進台灣。
- 1980年，光泉板橋廠搬遷至桃園縣大園鄉（今桃園市大園區），即光泉大園廠，以擴大生產。
- 1983年，光泉成為利樂包裝在台灣的客戶，光泉的「利樂王」包裝乳品上市。
- 1985年，光泉增設無菌包裝飲料廠，率先推出包裝果汁。
- 1989年4月，光泉創立萊爾富便利商店。
- 1991年，光泉嘉義廠完工，設址嘉義縣民雄鄉。
- 1996年，光泉率先推出鮮乳結合玉米片的「乳香世家」。
- 1997年，光泉取得ISO 9001認證，並榮獲第五屆經濟部產業科技發展獎。
- 1998年，光泉推出「晶球優酪乳」，用「晶球保護膜」包裹乳酸菌之後放進優酪乳中，標榜可防止乳酸菌遭受胃酸的破壞。
- 1999年，光泉投資全家便利商店，並取得法國富維克礦泉水台灣代理權。
- 2001年，光泉推出「利樂冠」包裝乳品。
- 2002年，光泉晶球優酪乳獲得行政院衛生署健康食品標章。
- 2004年，光泉「冷泡茶」專利技術開發成功。
- 2004年3月，光泉三大董事之一汪圳泉拋售股權，統一企業總計以新台幣9.6億元買下光泉3000萬股，每股成交金額為新台幣32.01元，持股比率達31.25%[1]。
- 2006年，光泉50週年，推出高價位鮮乳「首席藍帶新鮮乳」。
- 2007年9月4日，光泉「首席藍帶生產履歷系統」正式上線。
- 2010年，光泉導入臺灣職業安全衛生管理系統（TOSHMS），並公告職業安全衛生政策。
- 2016年，光泉60週年。

## 外部連結
- 光泉牧場（页面存档备份，存于）
- 光泉"HOT"鮮奶的Facebook專頁
- YouTube上的光泉牧場頻道